# Phaeotabanus insolens
Phaeotabanus insolens är en tvåvingeart som först beskrevs av David Fairchild 1958.  Phaeotabanus insolens ingår i släktet Phaeotabanus och familjen bromsar. Inga underarter finns listade i Catalogue of Life.